# Heinrich Rybisch

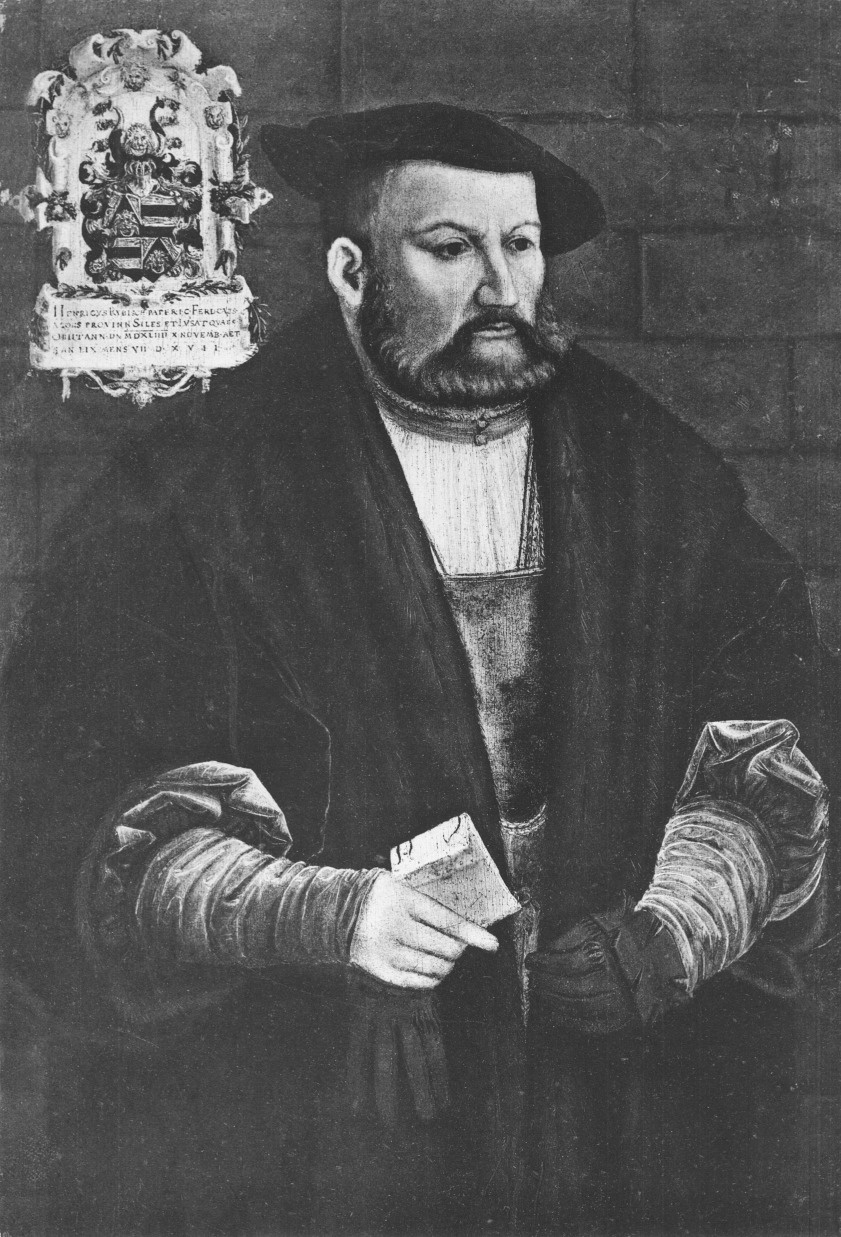
Heinrich Rybisch

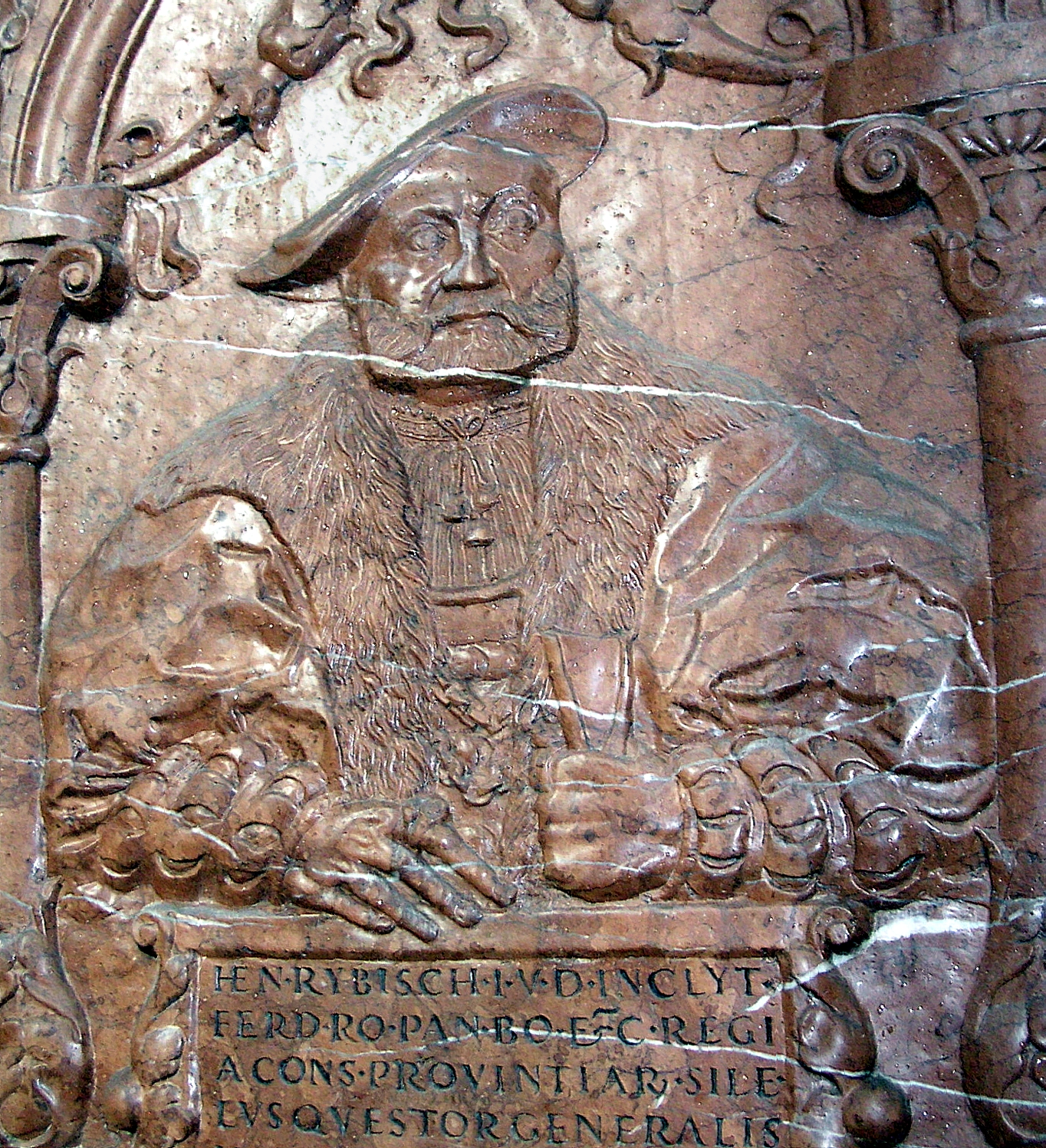
Zentraler Abschnitt des Denkmals in der Elisabethkirche

Heinrich Rybisch, auch: von Reibisch (* 24. März 1485 in Büdingen; † 10. November 1544 in Breslau, Fürstentum Breslau), war ein deutscher Stadtschreiber und Syndikus der Stadt Breslau, sowie Rat des böhmischen Landesherrn König Ferdinand I. Rybisch war an der Reformation in Breslau beteiligt.

## Leben
Rybisch wurde am 24. März 1485 in der damaligen Residenzstadt der Grafen von Ysenburg geboren. Er hatte eine Schwester und einen Bruder, die beide namentlich nicht bekannt sind. Sein Vater Siegfried Rybisch war Steinmetz und Maurer in Büdingen und Umgebung. Im Jahr 1490 scheint Siegfried als wohlhabender Bürger zur städtischen Oberschicht gehört zu haben.
Heinrich Rybisch schrieb in einer 1509 erschienenen Schrift „felicem me ergo quamvis pauperem Ribischium estimo“ (deutsch: deshalb halte ich mich für glücklich, auch wenn ich mich arm schätze), ist aber jedenfalls nicht wirklich arm gewesen. Seine Aussage hängt wahrscheinlich mit seinem Herkunftsort im Vergleich zum Reichtum des Handelszentrums Leipzigs zusammen, wo sich Rybisch um Jahr 1501 zum Studium einschrieb.
Im Sommersemester 1503 erwarb er den Baccalaureus, am 25. Januar wurde er zum Magister Artium promoviert.
Im Frühsommer 1509 erholte sich Rybisch in seiner Heimatstadt. Bei einem Treffen mit seinem engen Freund, dem Ysenburgischen Hofkaplan Johannes Walter, diskutierten sie über die Frage, ob es weise sei, eine Frau heimzuführen („an uxor sit ducenda sapienti“). Im Sommer gleichenjahres führte er eine Disputation über diese Frage und veröffentlichte im folgenden Oktober die darin entstandenen Ergebnisse. Er brachte darin klassische und christliche Autoren zum Ausdruck, wie er es auch schon in einer Schrift des Jahres 1506 abschnittsweise getan hatte. Am aussagekräftigsten waren allerdings seine Ausführungen zu seinen eigenen Erfahrungen und der seiner Freunde aus Büdingen, insbesondere auch Johann, ein Sohn des Grafen von Ysenburg. Rybisch las in Leipzig im gesamten Jahr 1509 Grammatik, jedoch überwarf er sich mit der Fakultät.
Rybisch wurde von der Fakultät ausgeschlossen, im Februar 1510 wieder aufgenommen. Der Streit wurde sogar dem Herzog Georg vorgetragen, der im Jahr 1511 die Exekutoren der Universität einschaltete, um den Streit, dessen Anlass nicht bekannt ist, zu lösen.
Diese Konflikte veranlassten den gemessen an seiner im Jahr 1509 verfassten Schrift wissenschaftlich scheinbar nicht begabten Rybisch dazu, die Universität im Jahr 1512 zu verlassen und Stadtschreiber in Bautzen zu werden. Für seine zweijährige Zeit in Bautzen gibt es jedoch so gut wie keine Nachweise, sie scheint dennoch festzustehen.
In Bautzen scheint er sich Anerkennung erworben zu haben. Ab dem 26. Juni 1514 war Rybisch neben Lorenz Rabe und Gregorius Morgenberg einer der drei Stadtschreiber in Breslau, wo er zur Etablierung der politischen Macht der am Schnittpunkt von Via Regia und der Bernsteinstraße gelegenen Stadt längerfristig beitrug. Im Jahr 1517 erhoben die Fugger ihre im Jahr 1487 eingerichtete Handelsniederlassung in den Status eines Kontors. Rybisch stand den Fuggern so nahe, dass er von ihnen aus unbekanntem Anlass einen Rubin erhalten hat oder hatte, wie aus seinem späteren Testament hervorgeht.
Rybisch hat in der folgenden Zeit maßgeblich an den bedeutenden Verhandlungen Breslaus mit anderen Städten, Fürsten bzw. dem König mitgewirkt, was auch hinreichend dokumentiert ist.

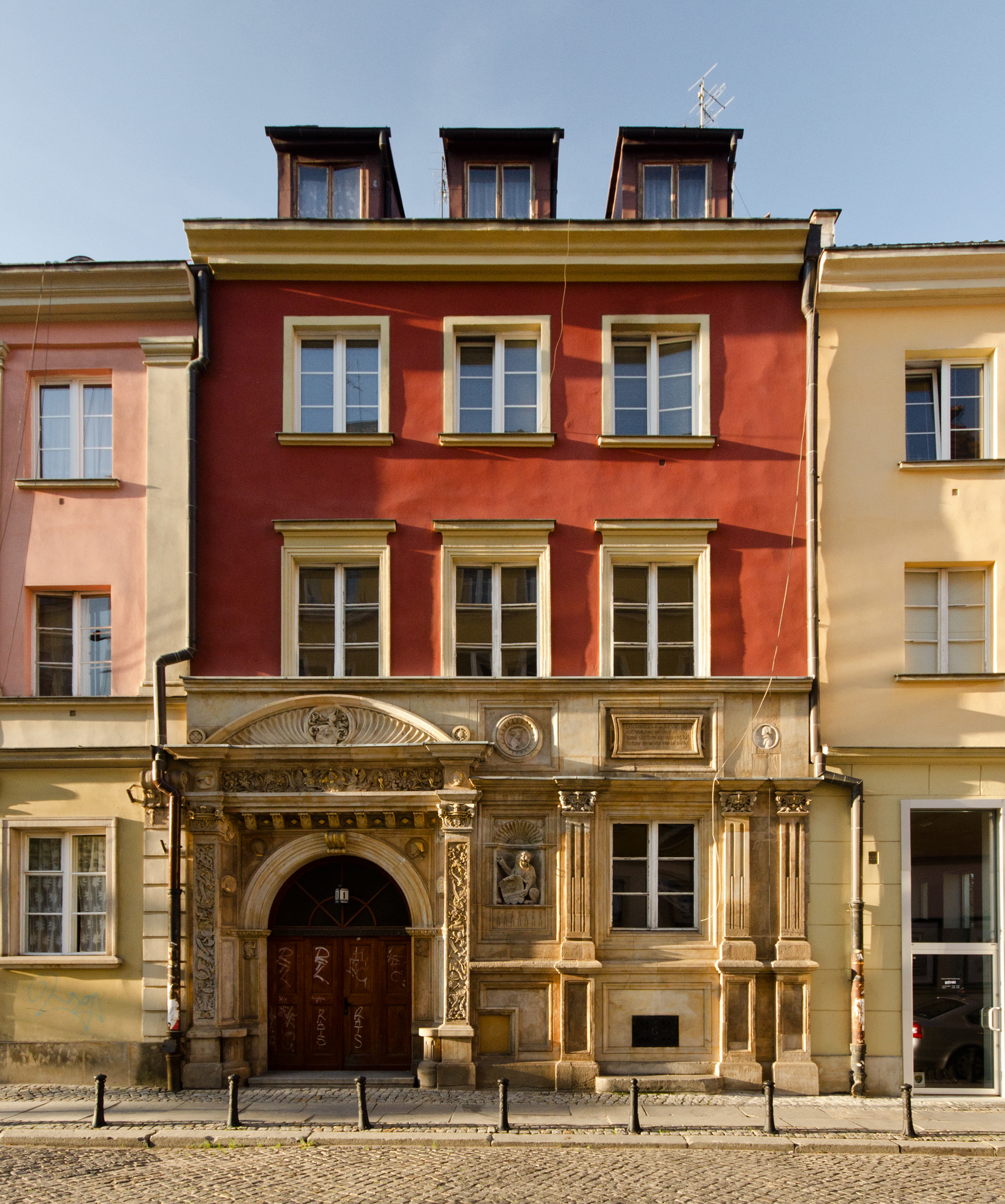
Rybischs Haus in der ehemaligen Junkerngasse

Seit dem 31. Juli 1516 war Rybisch Stiftsherr am Breslauer Dom gewesen, woran er auch mit einer „wohl dotierten Pfründe“ gut verdiente. Mitte des Jahres 1518 verzichtete Rybisch auf das Kanonikat und heiratete am 2. Juni Anna von Rindfleisch. Ihre Morgengabe betrug tausend Ungarische Gulden. Rybisch kaufte im gleichen Jahr ein Haus am Breslauer Ring und im Jahr 1519 eines in der Junkerngasse, der damals bevorzugten Wohngegend der Breslauer Oberschicht. Die Junkerngasse heißt heute ulica Ofiar Oświęcimskich (deutsch: Straße der Auschwitzopfer). Rybischs damaliger sozialer Aufstieg aus Büdingen ins Breslauer Patriziat war denkwürdig, in den oberdeutschen Reichsstädten wäre er wohl unmöglich gewesen.
Im Sommer 1522 Vertrieb Rybisch die Bernhardiner aus der Stadt und schuf damit eine Grundlage für den Einzug der Reformation in Breslau. In der Folge musste er allerdings um sein Leben fürchten, nach einem Gerücht sei im Königlichen Rat beschlossen worden, Rybisch von der Brücke in die Moldau zu stürzen. Sicher ist nach Rybischs Bericht an den Breslauer Rat (17. Juli 1522), dass ihm das Freie Geleit entzogen wurde.
Rybisch zahlte dem Kanzler und den Doktoren der Kanzlei einen hohen Preis und versprach zudem den Unterhalt von tausend für den Krieg gegen Ungarn bestimmten Pferden, um den Ausschluss der Bernhardiner aus Breslau durchzusetzen bzw. fortzuführen. Am 12. März 1523 erhielt Breslau das Recht, den Gottesdienst nach eigener Bestimmung durchzuführen. Das Kloster wurde zu einem Hospital, Rybisch zum Vorsteher des neuen Almosenamtes. Die Kirchenreformation trieb Rybisch mit hohem Verdienst und Anerkennung voran, die reformatorischen Geistlichen Johann Heß und Ambrosius Moiban waren unter seinen Freunden.
Im Jahr 1525 erbte Rybisch von der Familie seiner Frau das „Schloß und Stadtlein Freiwaldau nebst vier dazugehörigen Gütern“.
Vermutlich trat Rybisch nach 11 Jahren nach dem 18. Oktober 1525 als Breslauer Syndikus zurück. Im Jahr 1526 begann er mit dem Neubau des Hauses in der Junkerngasse, das er zu diesem Zweck vorher hat abreißen lassen. Der Neubau dauerte bis ins Jahr 1531 und ist anhand der Abschriften der von Rybisch am Gebäude angebrachten Täfelchen durch seinen Sohn Siegfried sorgfältig dokumentiert. Am 14. Februar 1527 ist Rybisch im Dienst des neuen Königs Ferdinand II. nachweisbar, möglicherweise war er es schon früher, zu Zeiten als dieser noch Erzherzog war.
Am 1. August 1529 wurde Rybisch vom König zum Rentmeister für Schlesien ernannt, am 9. Januar 1530 zum Rentmeister für die Lausitzen. Nach seinem Dienstantritt im Jahr 1529 hielt sich Rybisch in Wien auf, wo er die Erste Wiener Türkenbelagerung miterlebte, vor der er zwei Jahre zuvor noch gewarnt hatte. Am 14. Oktober 1529 zwang der Rat der Stadt Breslau angesichts der Türkengefahr die Mönche des Vinzenzklosters nach St. Jakob umzusiedeln. Noch im Oktober erreichte Breslau ein Bericht Rybischs aus Wien, der wohl der Anlass war, weshalb Breslau das Vinzenzkloster abbrach, damit dieses den Türken nicht als Residenz dienen könne.
Rybisch erreichten nun öffentliche Vorwürfe, er habe sein eigenes Haus mit den Trümmern des abgebrochenen Klosters erbaut. Der Rat Breslaus forderte zur Entkräftung der Vorwürfe die Trümmer des Klosters an, und pflasterte damit den Neumarkt.
Rybischs Frau starb im Jahr 1540, im Jahr 1542 heiratete er Katharina von Gellhorn. Er hat aus erster Ehe fünf und in zweiter Ehe zwei Kinder hinterlassen
:
aus erster Ehe:
- Anna
- Hedwig
- Maria
- Heinrich
- Seyfried

aus zweiter Ehe:
- Gottfried
- Katharina

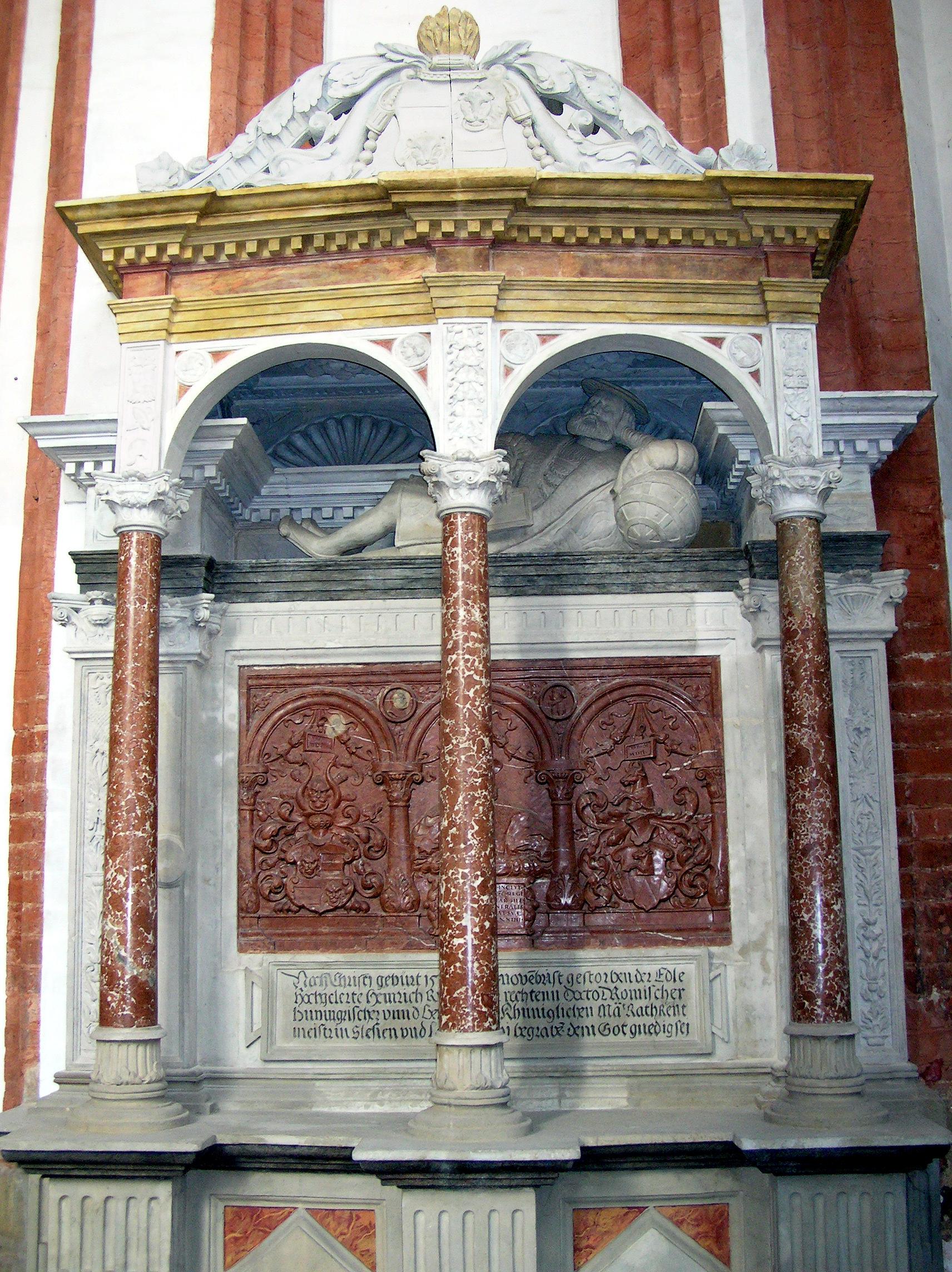
Denkmal in der Elisabethkirche Breslau

Rybisch schuf sich in den Jahren 1534 bis 1539 ein imposantes Denkmal in der Elisabethkirche in Breslau. Nach seiner Fertigstellung wurde es von einem Unbekannten mutwillig mit Wagenschmiere verunstaltet. Es überstand den Zweiten Weltkrieg und die Brandkatastrophe im Jahr 1976 und wurde, wie auch die Kirche selbst, restauriert.